# Савицкий, Александр Дмитриевич
Александр Дмитриевич Савицкий (бел. Аляксандр Дзмітрыевіч Савіцкі; род. 22 июня 2004, Гомель) — белорусский футболист, полузащитник клуба «Гомель».

## Карьера

### «Гомель»

#### Начало карьеры
Воспитанник футбольной академии «Гомеля». В сезоне 2021 года футболист стал выступать за дублирующий состав клуба. В начале 2022 года футболист стал подтягиваться к матчам с основной командой клуба. В марте 2018 года футболист подписал с клубом свой первый профессиональный контракт, рассчитанный сроком на 3 года. Вместе с клубом футболист стал обладателем  Кубка Белоруссии, однако в финале участие не принимал. В начале 2023 года футболист стал готовиться к новому сезону в составе основной команды. Дебютировал за клуб футболист 25 февраля 2023 года в матче за Суперкубок Белоруссии, где с минимальным счётом уступили солигорскому «Шахтёру». Свой дебютный матч в чемпионате футболист сыграл 18 марта 2023 года в матче против борисовского БАТЭ, выйдя на поле в стартовом составе. На протяжении сезона футболист выступал за клуб в роли игрока замены, завершив чемпионат на итоговом шестом месте.

#### Аренда в «Барановичи»
В начале 2024 года футболист готовился к новому сезону в составе «Гомеля», попав в заявку клуба на первый матч чемпионата, однако на поле так и не выйдя. В апреле 2024 года футболист на правах арендного соглашения присоединился к «Барановичам» до конца сезона. Дебютировал за клуб футболист 7 апреля 2024 года в матче против борисовского БАТЭ-2, выйдя на замену на 67 минуте.

## Достижения
«Гомель»
- Обладатель Кубка Белоруссии: 2021/22